# Kom och ta mig
Kom och ta mig, skriven av Larry Forsberg, Sven-Inge Sjöberg och Lennart Wastesson, är en sång som gruppen Brandsta City Släckers sjöng i den svenska Melodifestivalen 2002, då den kom på femte plats. Sångtexten behandlar urbanisering ur glesbygdens perspektiv.
Singeln placerade sig som högst på fjärde plats på den svenska singellistan. Låten låg även på Brandsta City Släckers album Rök 'n' Roll.
"Kom och ta mig" låg 2002 på Svensktoppen i 40 veckor fram till den 14 december 2002, och var det Melodifestivalbidrag som legat längst på listan fram till Sanna Nielsen med Empty Room den 25 januari 2009 slog rekordet .
Melodin låg kvar på Svensktoppen under resten av 2002, och slogs aldrig ut från Svensktoppen i traditionell mening . I stället var det föregående programs melodier som inte fick vara med då programmet omorganiserades den 12 januari 2003.

## Listplaceringar
| Lista (2002) | Topplacering |
| ------------ | ------------ |
| Sverige      | 4            |